# Kiyotaka Kanai
Pour les articles homonymes, voir Kanai.
Kiyotaka Kanai (金井清高, Kanai Kiyotaka) est un astronome amateur japonais né en 1951.
Il a codécouvert l'astéroïde (7752) Otauchunokai avec Tsuneo Niijima.
L'astéroïde (26168) Kanaikiyotaka porte son nom.